# Pszczolinka napiaskowa
Pszczolinka napiaskowa, pszczolinka łysawa (Andrena vaga) – gatunek pszczoły z rodziny pszczolinkowatych (Andrenidae). 

## Opis
Wczesnowiosenna pszczoła samotna, wyspecjalizowana pokarmowo (zbiera pyłek z kwiatów wierzb). Podziemne, budowane przez samicę gniazdo, jest wodoszczelne. Pszczolinka napiaskowa gniazduje w koloniach na terenach okresowo zalewanych, a także na terenach wyrobisk piasku, żwiru i gliny, w ogrodach, na polanach, skrajach pól uprawnych. Samica znakuje swoje gniazdo i po powrocie z pokarmem lokalizuje je przy pomocy zapachu. Wykrywanie substancji chemicznych ma również znaczenie przy poszukiwaniu pokarmu - receptory na czułkach pszczolinek napiaskowych są wrażliwe na pewne substancje wydzielane przez kwiaty wierzb, jedynych roślin, z których samice pobierają pyłek, co pomaga im odnaleźć odpowiednie kwiaty na początku sezonu. Charakterystyczne dla wierzb substancje zapachowe są przez samice rozpoznawane już w bardzo niskich stężeniach.  
Samica ma szaro owłosiony tułów (brak czarnej przepaski odróżnia ją od pszczolinki niebieskawej), dwa pierwsze tergity odwłoka są szaro owłosione, a pozostałe pokryte rzadkimi, czarnymi włoskami. Samiec jest mniejszy, o kolorystyce podobnej do samicy. 

Do pasożytów gniazdowych pszczolinki napiaskowej należą koczownica rudowłosa (Nomada lathburiana) i nęczyn ciemnoskrzydły (Sphecodes gibbus). Gatunek ten jest też atakowany przez przedstawicieli wachlarzoskrzydłych z rodzaju Stylops. 

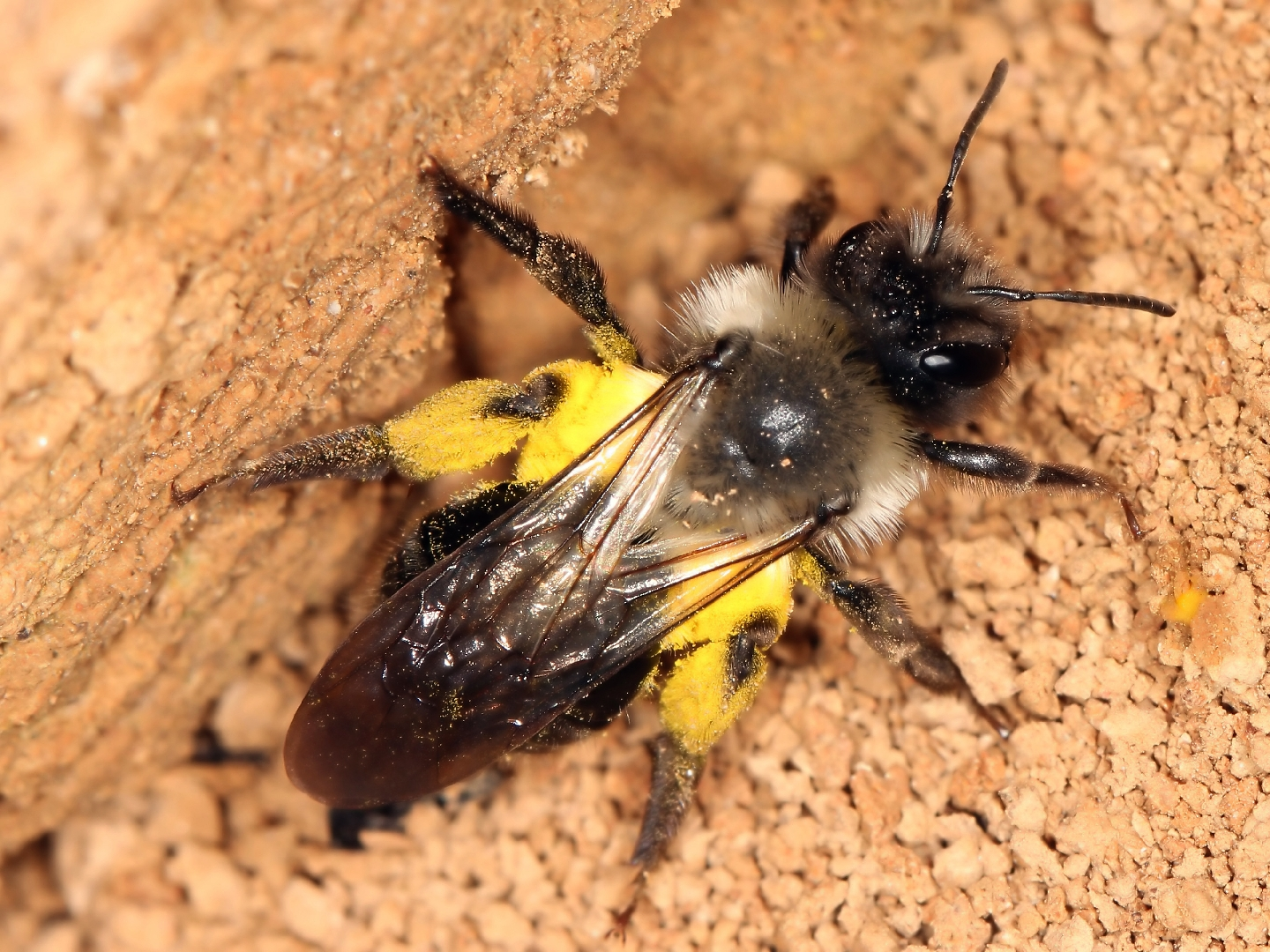
Samica z pyłkiem zebranym na tylnych odnóżach
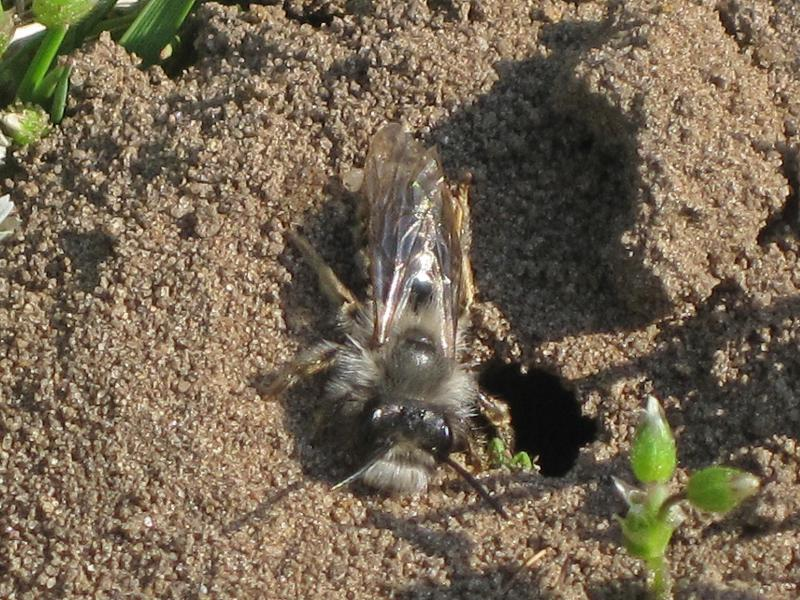
Samiec
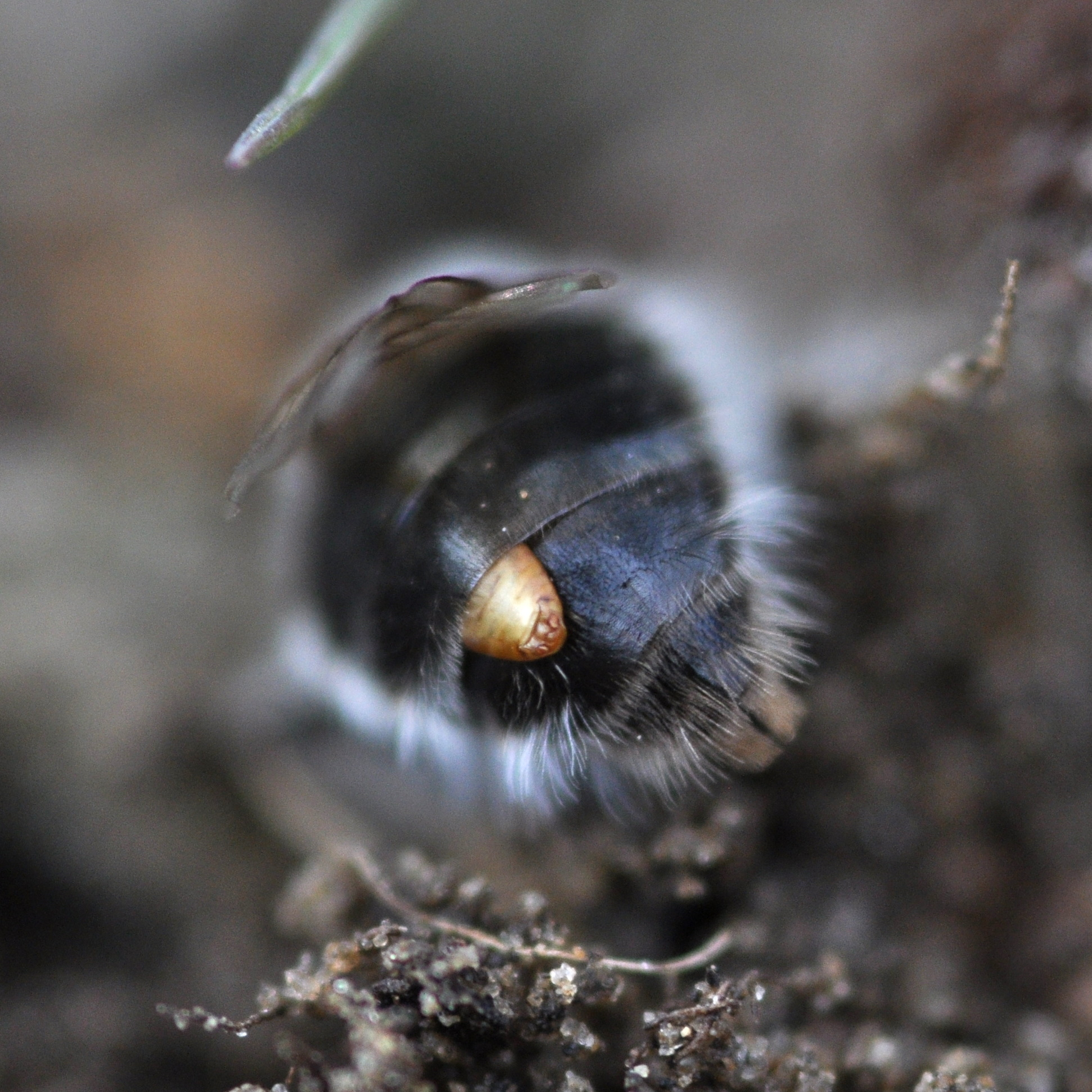
Zestylopizowana pszczolinka